# The Andantes
The Andantes waren eine US-amerikanische Girlgroup, die von 1962 bis 1972 Begleitgesang auf zahlreichen Hit-Singles sowie Albumtracks für das Plattenlabel Motown beitrug. Die Gruppe bestand aus Louvain Demps (* 1938, Sopran), Jacqueline „Jackie“ Hicks (* 1939, erste Altstimme) und Marlene Barrow (1941–2015, zweite Altstimme).

## Biografie

### Motown-Jahre
Die Gruppe wurde Ende der 1950er Jahre von Hicks, Barrow und Emily Phillips gegründet, als die drei zusammen in der Hartford Baptist Church in Detroit sangen. Hicks und Barrow besuchten zusammen die Northwestern High School. Einer ihrer Mitschüler war der Pianist Richard Wylie, über den die Gruppe im Jahr 1960 zu Motown kam. Als Phillips heiratete und die Gruppe verließ, kam als Ersatz Louvain Demps hinzu.
In den Anfangsjahren von Motown (1959–1961) kam der Begleitgesang von einer fluktuierenden Vokalgruppe namens The Rayber Voices, die aus dem Motown-Gründer Berry Gordy, dessen Frau Raynoma Gordy, den Songwritern Brian Holland und Robert Bateman und immer wieder anderen bestand. Ab 1962 wurde diese Rolle von den Andantes ausgefüllt, damit sich die anderen auf das Schreiben und Produzieren konzentrieren konnten. Zehn Jahre lang war die Gruppe auf vielen Erfolgstiteln verschiedener Motown-Größen wie Marvin Gaye (solo und mit Tammi Terrell), Mary Wells, Stevie Wonder, Brenda Holloway, den Four Tops, den Temptations, den Marvelettes, Marv Johnson oder Martha & the Vandellas zu hören.
Ende der 1960er Jahre ersetzten sie häufig Mary Wilson und Cindy Birdsong bei Studioaufnahmen der Supremes, nachdem das Gründungsmitglied Florence Ballard im Juli 1967 gefeuert worden und der Name der Gruppe in „Diana Ross & the Supremes“ geändert worden war. Marlene Barrow ersetzte die krankheitsbedingt ausgefallene Ballard zudem bei einigen ihrer letzten Auftritte mit den Supremes.
Die Andantes veröffentlichten auch zwei eigene Singles, Too Hurt to Cry, Too Much in Love to Say Goodbye (November 1963) sowie (Like A) Nightmare (März 1964). Beide Singles wurden vom hauseigenen Produzententeam Holland–Dozier–Holland geschrieben und produziert und von den Funk Brothers musikalisch begleitet. Die erste Single wurde unter dem Namen „The Darnells“ veröffentlicht. Der Leadgesang stammte eigentlich von Gladys Horton und Wanda Young von den Marvelettes; nur im Hintergrund waren die Andantes zu hören. Den Leadgesang der zweiten Single übernahm Ann Bogan, die später Gladys Horton als Mitglied der Marvelettes ersetzte. Too Hurt to Cry… wurde 1965 auch von den Supremes für ihr sechstes Studioalbum More Hits by The Supremes aufgenommen, schaffte es aber nicht auf die Trackliste und blieb jahrzehntelang unveröffentlicht.
Die Andantes wurden auch gelegentlich für Aufnahmen von Künstlern anderer Plattenfirmen „ausgeliehen“. So sind sie etwa auf (Your Love Keeps Lifting Me) Higher and Higher von Jackie Wilson auf Brunswick Records (#1 US Billboard Hot 100, 1967) oder Prince of Players von Betty Everett (1963) auf Vee-Jay Records zu hören.

### Nach Motown
Als Motown im Sommer 1972 von Detroit nach Los Angeles zog, um in die Filmindustrie einzusteigen, entschieden sich alle drei Mitglieder der Andantes, in Detroit zu bleiben, wo sie alle Familien hatten. Die Rolle des weiblichen Backgound-Trios ging daraufhin an die Blackberries (Venetta Fields, Sherlie Matthews und Clydie King) über.
Ende der 1980er und Anfang der 1990er Jahre waren die Andantes bei Ian Levines britischem Plattenlabel Motorcity Records unter Vertrag, wo neue Aufnahmen früherer Motown-Künstler entstanden. Sie sangen erneut Background (unter anderem für Mary Wells, J. J. Barnes, Joe Stubbs, Kim Weston, Hattie Littles, Frances Nero), nahmen aber auch eigene Stücke auf. Louvain Demps veröffentlichte zudem ein Solo-Album (Better Times, 1992). Marlene Barrow wurde in diesem Zeitraum von dem neuen Mitglied Patsy Lewis ersetzt.
Im August 2014 wurden die Andantes in die Rhythm and Blues Music Hall of Fame aufgenommen. Marlene Barrow Tate starb am 23. Februar 2015 im Alter von 73 Jahren.

### Mitglieder
- Judith Marlene Barrow, verheiratete Tate (* 25. September 1941 in Detroit; † 23. Februar 2015)
- Louvain Demps (* 7. April 1938 in New York City)
- Jacqueline Coela „Jackie“ Hicks (* 4. November 1939 in Detroit)

## Diskografie (Auswahl)

### USBillboard-Hot-100-Nr.-1-Singles
- 1964: „My Guy“ – Mary Wells
- 1965: „Stop! In the Name of Love“ – The Supremes
- 1965: „I Can’t Help Myself (Sugar Pie Honey Bunch)“ – The Four Tops
- 1966: „Reach Out I’ll Be There“ – The Four Tops
- 1968: „Love Child“ – Diana Ross & the Supremes
- 1968: „I Heard It Through the Grapevine“ – Marvin Gaye
- 1970: „Ain't No Mountain High Enough“ – Diana Ross

### Brenda Holloway
- 1964: „When I'm Gone“ (#25 US Billboard Hot 100)
- 1965: „Operator“ (#78 US Billboard Hot 100)
- 1965: „You Can Cry on My Shoulder“ (#116 US Billboard Hot 100)
- 1966: „Together 'Til the End of Time“
- 1967: „Just Look What You've Done“

### The Four Tops
- 1964: „Baby I Need Your Loving“ (#11 US Billboard Hot 100)
- 1964: „Without the One You Love (Life's Not Worth While)“ (#43 US Billboard Hot 100)
- 1965: „Ask the Lonely“ (#9 US-R&B, #24 US Billboard Hot 100)
- 1965: „It's the Same Old Song“ (#2 US-R&B, #5 US Billboard Hot 100)
- 1965: „Something About You“ (#9 US-R&B, #19 US Billboard Hot 100)
- 1966: „Shake Me, Wake Me (When It's Over)“ (#5 US-R&B, #18 US Billboard Hot 100)
- 1966: „Standing in the Shadows of Love“ (#2 US-R&B, #6 US Billboard Hot 100)
- 1967: „Bernadette“ (#4 US Billboard Hot 100)
- 1967: „7 Rooms of Gloom“ (#10 US-R&B, #14 US Billboard Hot 100)
- 1967: „You Keep Running Away“ (#7 US-R&B, #19 US Billboard Hot 100)
- 1968: „Walk Away Renée“ (#15 US-R&B, #14 US Billboard Hot 100)
- 1968: „I'm in a Different World“ (#33 US-R&B, #51 US Billboard Hot 100)
- 1968: „If I Were a Carpenter“ (#7 UK Single-Charts, #20 US Billboard Hot 100)
- 1970: „Still Water (Love)“ (#4 US-R&B, #11 US Billboard Hot 100)

### The Supremes
- 1965: „Children’s Christmas Song“ (#7 US Billboard Holiday Singles Chart)
- 1967: „In and Out of Love“ (#16 US-R&B, #9 US Billboard Hot 100) – letzte Supremes-Single mit Florence Ballard
- 1968: „Forever Came Today“ (#17 US-R&B, #28 US Billboard Hot 100)
- 1969: „I'm Livin' in Shame“ (#8 US-R&B, #10 US Billboard Hot 100)
- 1969: „The Composer“ (#21 US-R&B, #27 US Billboard Hot 100)

### Martha & the Vandellas
- 1965: „You've Been in Love Too Long“ (#25 US-R&B, #36 US Billboard Hot 100)
- 1965: „Love (Makes Me Do Foolish Things)“ (#22 US-R&B, #70 US Billboard Hot 100)
- 1966: „My Baby Loves Me“ (#3 US-R&B, #22 US Billboard Hot 100)
- 1966: „I'm Ready for Love“ (#2 US-R&B, #9 US Billboard Hot 100)
- 1967: „Jimmy Mack“ (#1 US-R&B, #10 US Billboard Hot 100)
- 1968: „I Promise to Wait My Love“ (#36 US-R&B, #62 US Billboard Hot 100)
- 1968: „I Can't Dance to That Music You're Playin'“ (#24 US-R&B, #42 US Billboard Hot 100) – Leadvocals: Martha Reeves mit Syreeta
- 1969: „(We've Got) Honey Love“ (#27 US-R&B, #57 US Billboard Hot 100)
- 1969: „Taking My Love (and Leaving Me)“ (#44 US-R&B)
- 1970: „I Should Be Proud“ (#45 US-R&B, #80 US Billboard Hot 100)

### The Marvelettes
- 1965: „I'll Keep Holding On“ (#11 US-R&B, #34 US Billboard Hot 100)
- 1965: „Don't Mess with Bill“ (#3 US-R&B, #7 US Billboard Hot 100)
- 1966: „You're the One“ (#20 US-R&B, #48 US Billboard Hot 100)
- 1966: „The Hunter Gets Captured by the Game“ (#2 US-R&B, #13 US Billboard Hot 100)
- 1967: „When You're Young and in Love“ (#9 US-R&B, #23 US Billboard Hot 100)
- 1967: „My Baby Must Be a Magician“ (#8 US-R&B, #17 US Billboard Hot 100)
- 1968: „Here I Am Baby“ (#14 US-R&B, #44 US Billboard Hot 100)
- 1968: "Destination: Anywhere" " (#28 US-R&B, #63 Billboard Hot 100)
- 1968: „What's Easy for Two Is Hard for One“ (#114 US-R&B)
- 1969: „I'm Gonna Hold On As Long As I Can“  (#76 Billboard Hot 100)
- 1969: „That's How Heartaches Are Made“ (#97 Billboard Hot 100)
- 1970: „Marionette“
- 1970: „A Breathtaking Guy“

### The Temptations
- 1965: „Just Another Lonely Night“
- 1965: „That'll Be the Day“
- 1965: „It's Growing“ (#3 US-R&B, #18 US Billboard Hot 100)
- 1966: „Get Ready“ (#1 US-R&B, #29 US Billboard Hot 100)
- 1967: „Last One Out is Broken“
- 1967: „All I Need“ (#2 US-R&B, #10 US Billboard Hot 100)
- 1972: „Love Woke Me Up This Morning“

### Marvin Gaye (solo)
- 1964: „Baby Don't You Do It“ (#14 US-R&B, #27 US Billboard Hot 100)
- 1964: „What Good Am I Without You“ (#28 US-R&B, #61 US Billboard Hot 100)
- 1964: „How Sweet It Is (To Be Loved by You)“ (#3 US-R&B, #6 US Billboard Hot 100)
- 1965: „I'll Be Doggone“ (#1 US-R&B, #8 US Billboard Hot 100)
- 1965: „Pretty Little Baby“ (#16 US-R&B, #25 US Billboard Hot 100)
- 1965: „Ain't That Peculiar“ (#1 US-R&B, #8 US Billboard Hot 100)
- 1966: „One More Heartache“ (#10 US-R&B, #29 US Billboard Hot 100)
- 1966: „Take This Heart of Mine“ (#10 US-R&B, #44 US Billboard Hot 100)
- 1966: „Little Darling (I Need You)“ (#16 US-R&B, #47 US Billboard Hot 100)
- 1967: „Your Unchanging Love“ (#33 US-R&B, #40 US Billboard Hot 100)
- 1969: „Too Busy Thinking About My Baby“ (#1 US-R&B, #4 US Billboard Hot 100)
- 1969: „That's the Way Love Is“ (#7 US Billboard Hot 100)
- 1970: „The End of Our Road“ (#40 US Billboard Hot 100)
- 1971: „Save the Children“ (#41 UK Single Charts)

### Marvin Gaye mit Tammi Terrell
- 1967: „Two Can Have a Party“ (Albumtrack, LP United)
- 1967: „Oh How I'd Miss You“ (Albumtrack, LP United)
- 1968: „Give In, You Just Can't Win“ (Albumtrack, LP You're All I Need)
- 1968: „When Love Comes Knocking At My Heart“ (Albumtrack, LP You're All I Need)
- 1968: „Come On and See Me“ (Albumtrack, LP You're All I Need)
- 1969: „This Poor Heart of Mine“ (Albumtrack, LP Easy)
- 1969: „Love Woke Me Up This Morning“ (Albumtrack, LP Easy)

### Stevie Wonder
- 1962: „Sunset“ (B-Seite von „Contract of Love“)
- 1964: „Music Talk“ (B-Seite von „Hi-Heel Sneakers“)
- 1965: „Kiss Me Baby“
- 1966: „Nothing's Too Good For My Baby“
- 1966: „A Place in the Sun“ (#3 US-R&B, #9 US Billboard Hot 100)
- 1966: „Hey Love“ (#9 US-R&B, #90 US Billboard Hot 100)
- 1967: „I Was Made to Love Her“ (#1 US-R&B, #2 US Billboard Hot 100)
- 1967: „I'm Wondering“ (#4 US-R&B, #12 US Billboard Hot 100)
- 1968: „Shoo-Be-Doo-Be-Doo-Da-Day“ (#1 US-R&B, #9 US Billboard Hot 100)
- 1968: „For Once in My Life“ (#2 US-R&B, #2 US Billboard Hot 100)
- 1969: „Yester-Me, Yester-You, Yesterday“ (#5 US-R&B, #7 US Billboard Hot 100)

### Compilations
- 2012: If You Really Love Me – The Best of the Andantes (Vanilla OMP)